# Falsomordellistena aurofasciata
Falsomordellistena aurofasciata is een keversoort uit de familie spartelkevers (Mordellidae). De wetenschappelijke naam van de soort is voor het eerst geldig gepubliceerd in 1949 door Nakane.